# Кальну
Кальну (исп. Calnú) — населённый пункт на севере Уругвая, на территории департамента Артигас.

## География
Расположен в северо-восточной части департамента, на левом берегу реки Уругвай, на расстоянии приблизительно 108 километров (по прямой) к западу от города Артигаса, административного центра департамента. Абсолютная высота — 57 метров над уровнем моря. К востоку от Кальну проходит национальная автомагистраль № 3.

## Население
По данным переписи 2011 года, численность населения составляла 15 человек (12 мужчин и 3 женщины). Имелось 16 домов. Динамика численности населения Кайнсы по годам:
| Год  | Население |
| ---- | --------- |
| 2004 | 32        |
| 2011 | 15        |